# Стивенсон, Джон Эндрю
Джон Эндрю Стивенсон (англ. John Andrew Stevenson; 1761, Дублин — 14 сентября 1833, там же) — ирландский композитор и органист.
В детстве пел в хоре мальчиков дублинского кафедрального собора. В 1783 году назначен хоральным викарием Собора Святого Патрика, а в 1800 — кафедрального собора. В 1791 году получил от Дублинского университета степень доктора музыки honoris causa. В 1803 году возведён в рыцарское достоинство. В 1814 году назначен органистом и музыкальным руководителем королевской часовни в Дублинском замке.
Сочинения Стивенсона, помимо церковных, включают оперы, симфонии и др., однако наибольшую популярность завоевали его песни, а среди них — прежде всего, песни на стихи Томаса Мура, особенно сборник из десяти песен «Ирландские мелодии». Первые четыре написаны в 1808—1812 годах, следующие три — в 1813—1818 годах; в дальнейшем между Стивенсоном и Муром возникли разногласия, и для трёх последующих романсов сборника музыку написал Генри Бишоп (1786—1855), однако на смерть Стивенсона Мур откликнулся поминальным стихотворением «Silence is in our Festal Halls».